# Sim Tiseus

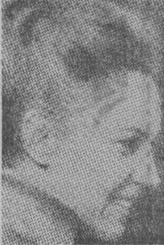
Sim Tiseus

Sylvia Margareta "Sim" Tiseus, född 1 juni 1924 i Skurups församling, Malmöhus län, död 29 juli 1970 i Malmö, var en svensk arkitekt.
Tiseus, som var dotter till rektor Holger Holmgren och Jenny Bernhoff, utexaminerades från Chalmers tekniska högskola 1949 och studerade även vid Kungliga Konsthögskolan. Hon anställdes hos arkitekt Anders Tengbom i Stockholm 1951, hos David Helldén 1954, vid Lantbruksstyrelsen 1956 och var stadsplanearkitekt på stadsingenjörskontoret i Malmö från 1960.
Tiseus ritade bland annat Villa Magnusson för ingenjör Per-Gustav Magnusson med familj på en delad tomt i ett gammalt villastadskvarter på Lidingö. Trädgården ritades av trädgårdsarkitekterna Sven A. Hermelin och Inger Wedborn. Trädgården utfördes av trädgårdsanläggare Lennart Edbäck. 

## Bilder, verk i urval

Villa Magnusson på Lidingö fotograferad 1956 av Sune Sundahl.
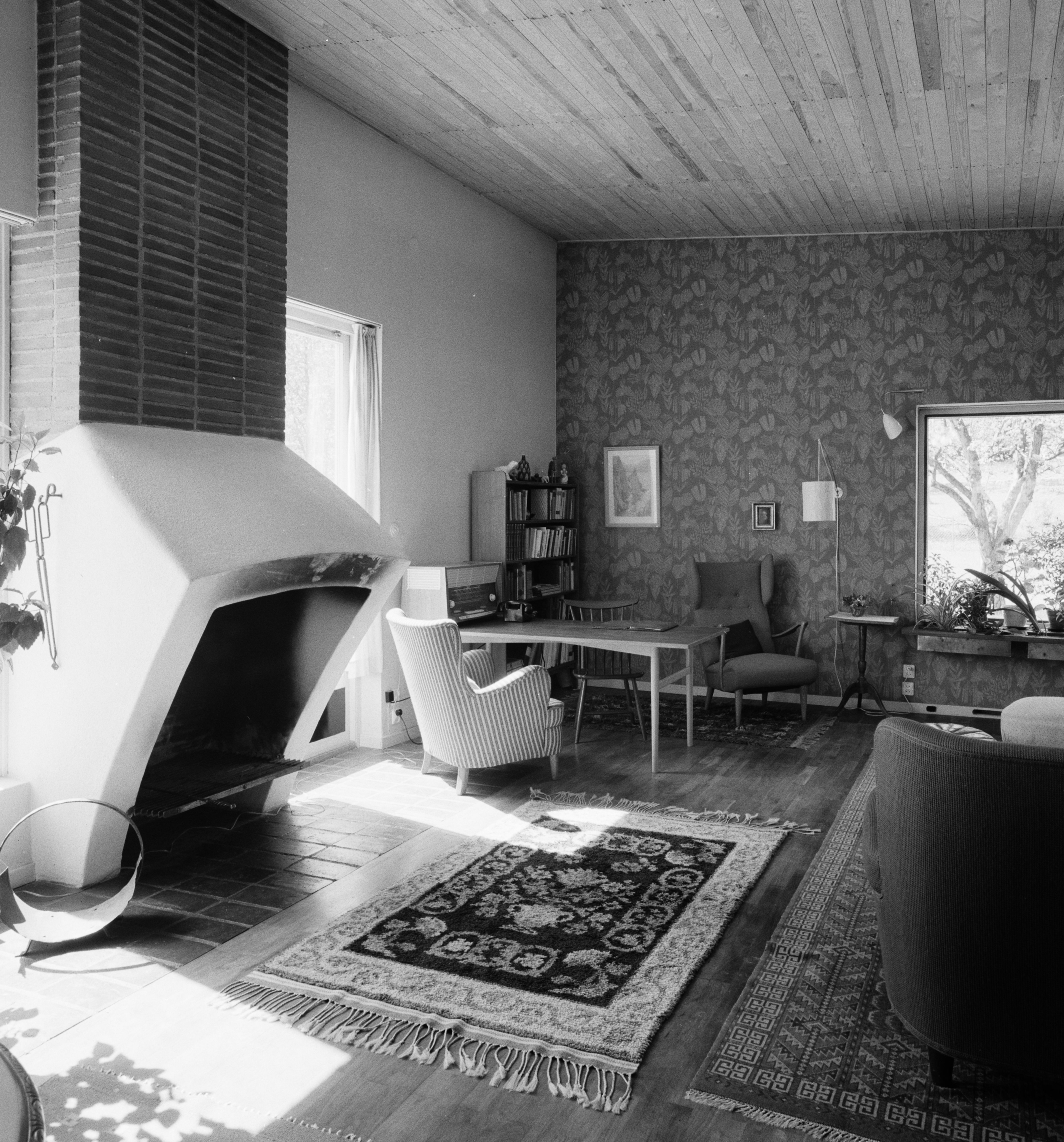
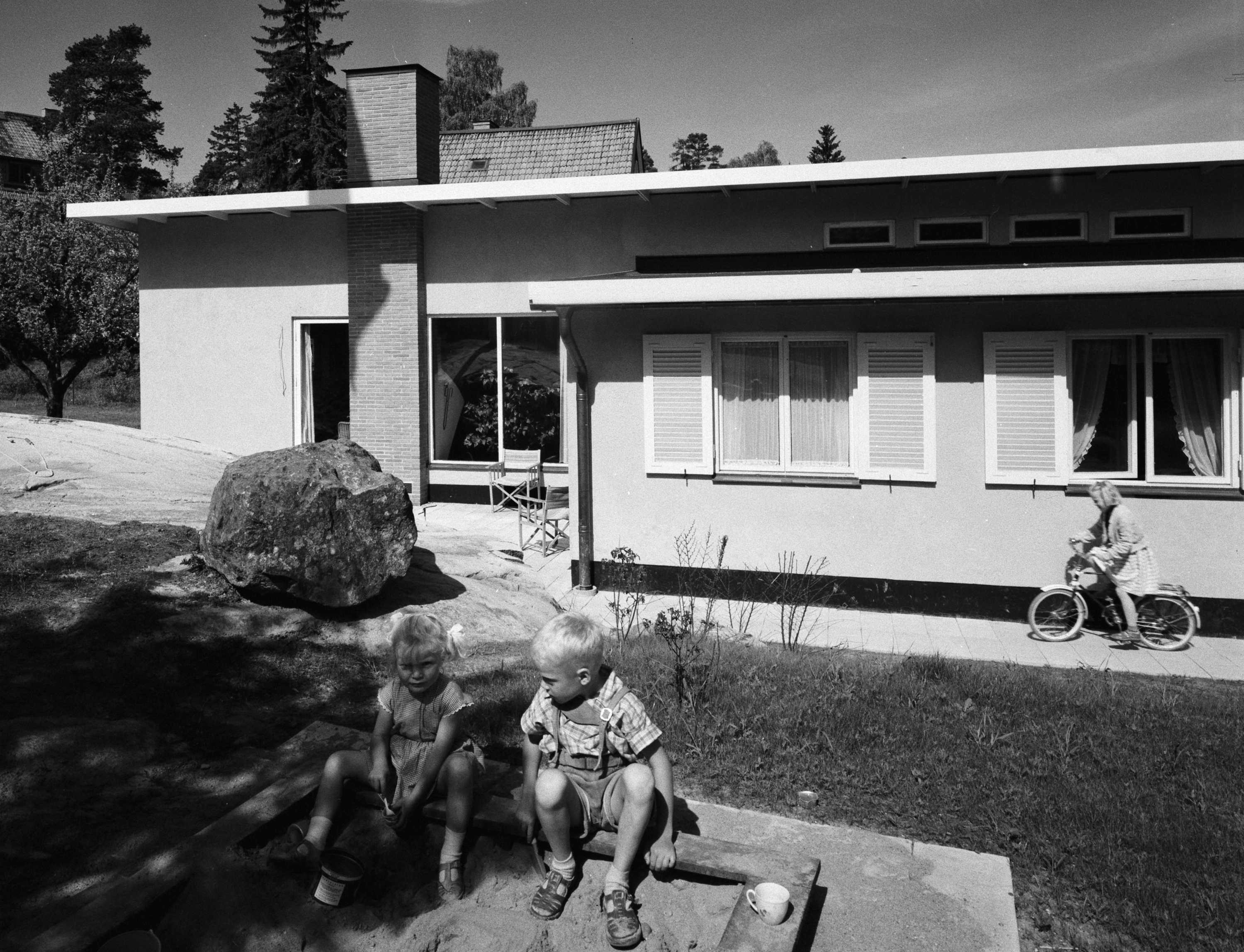
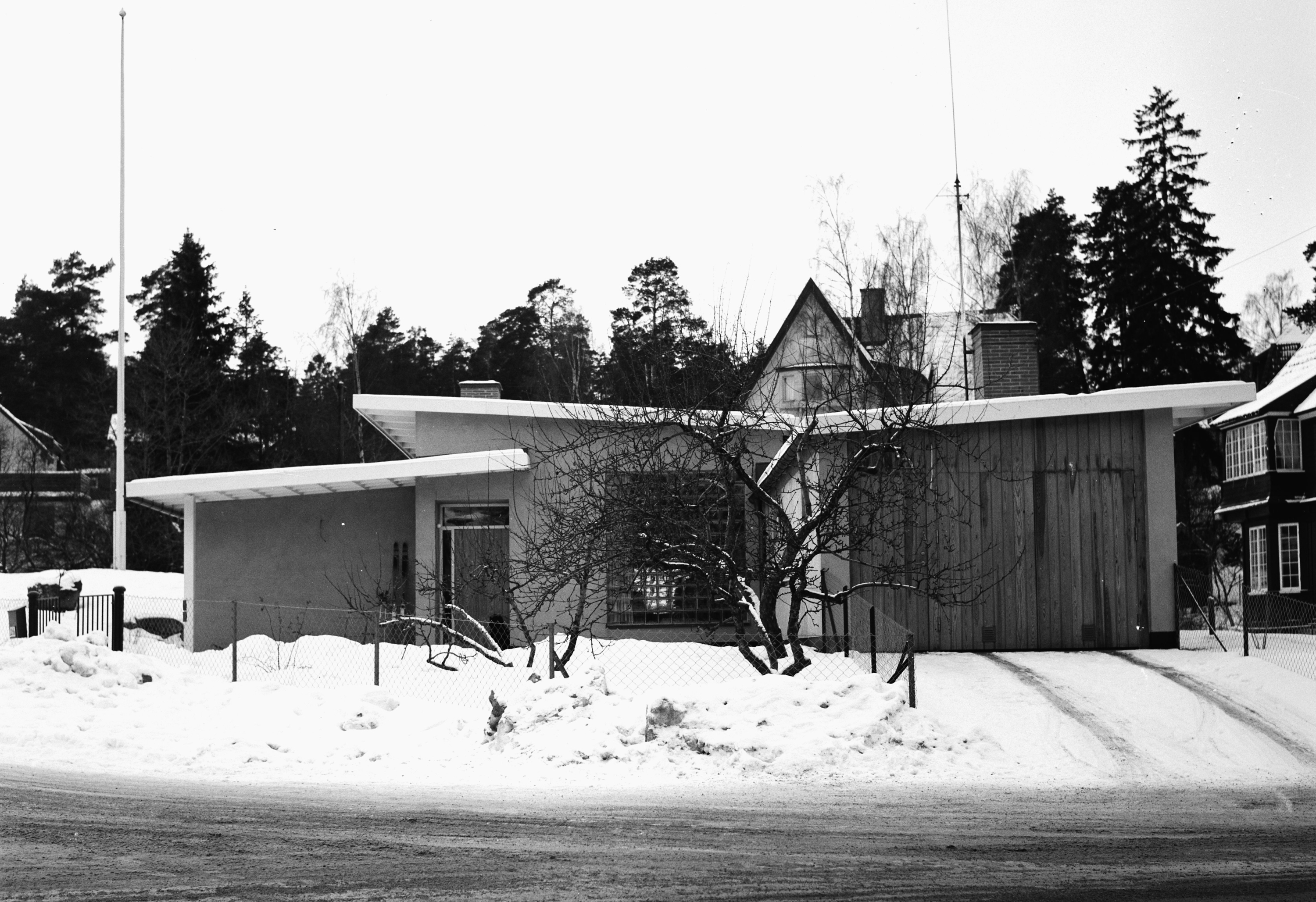
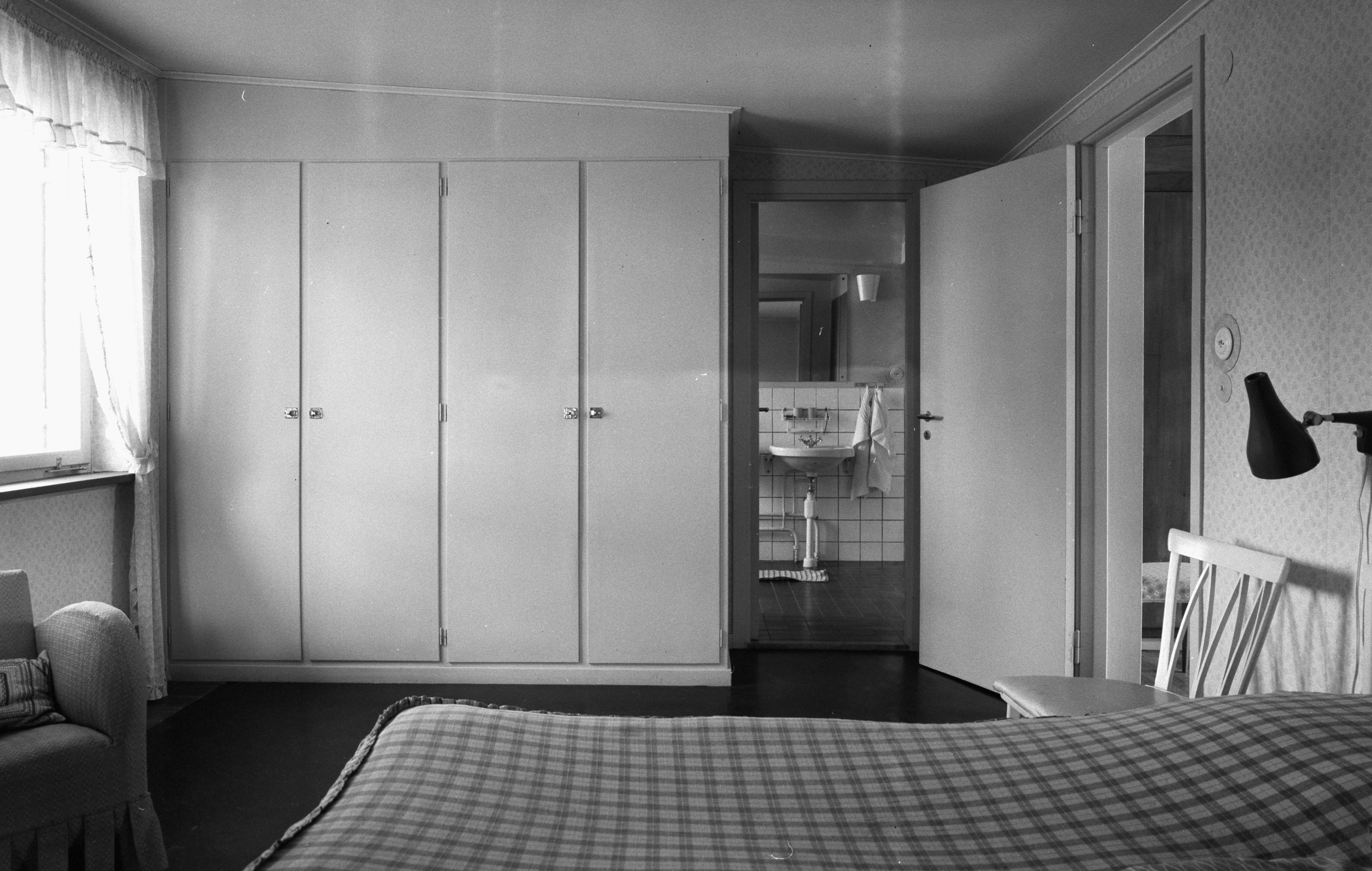
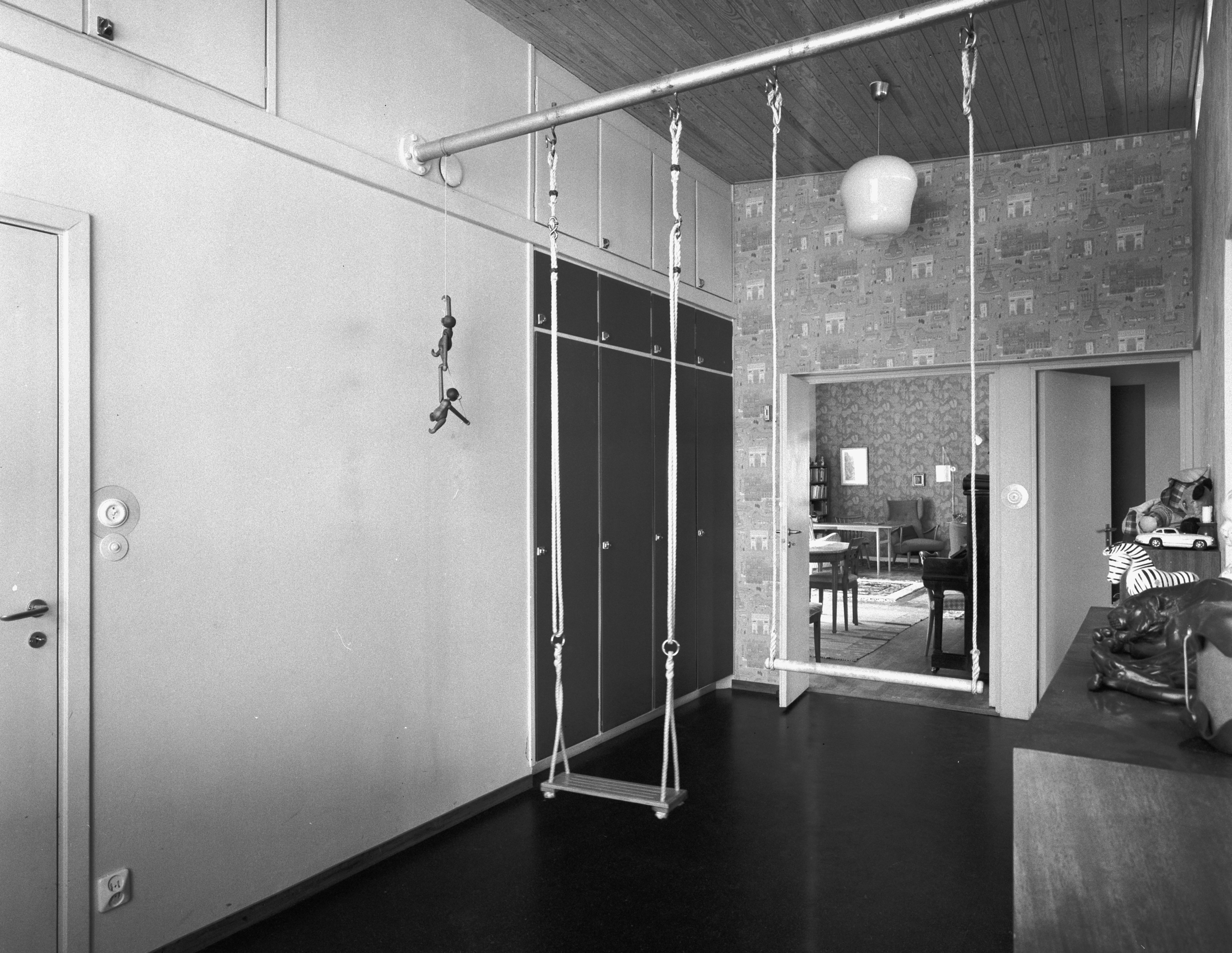
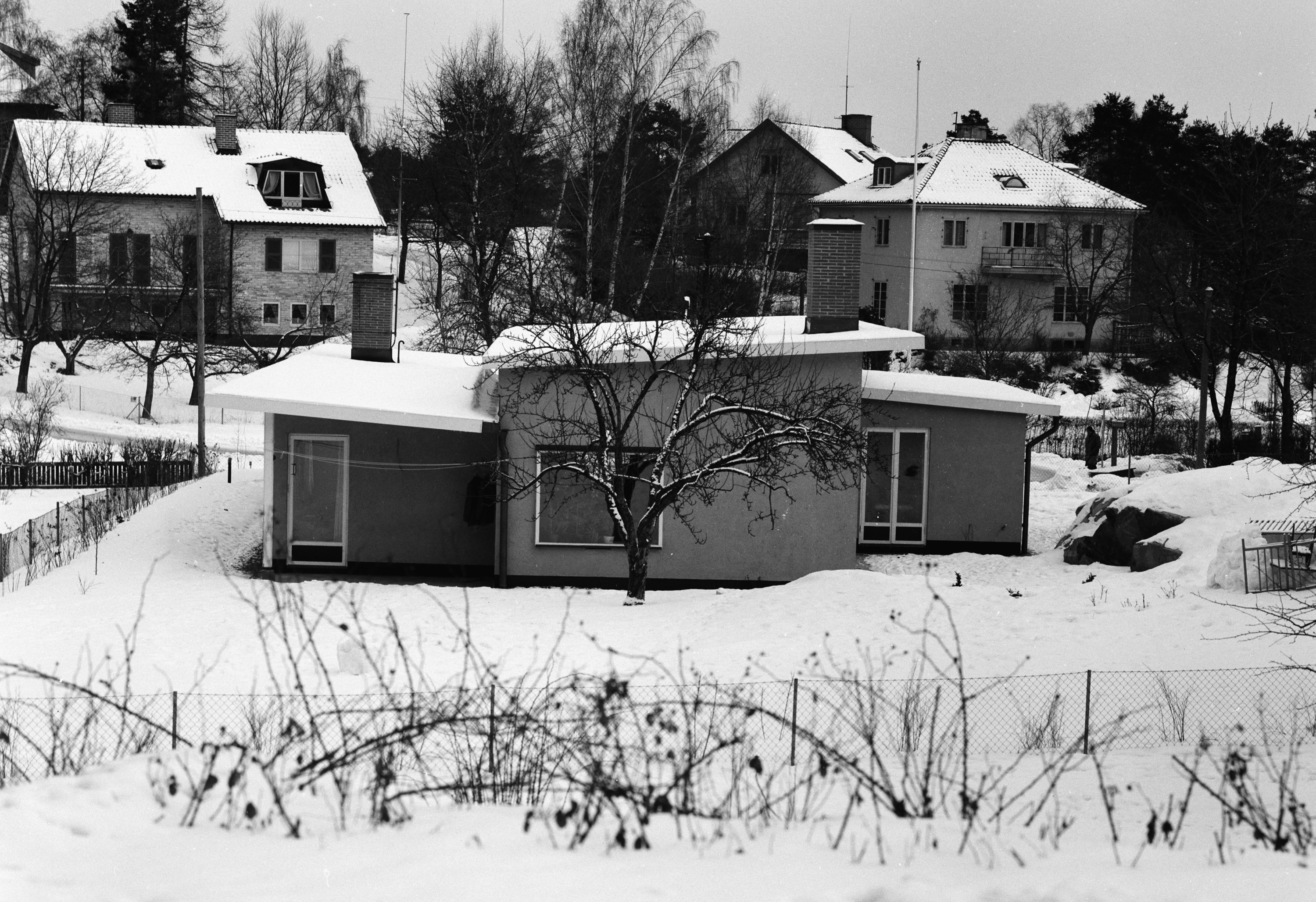
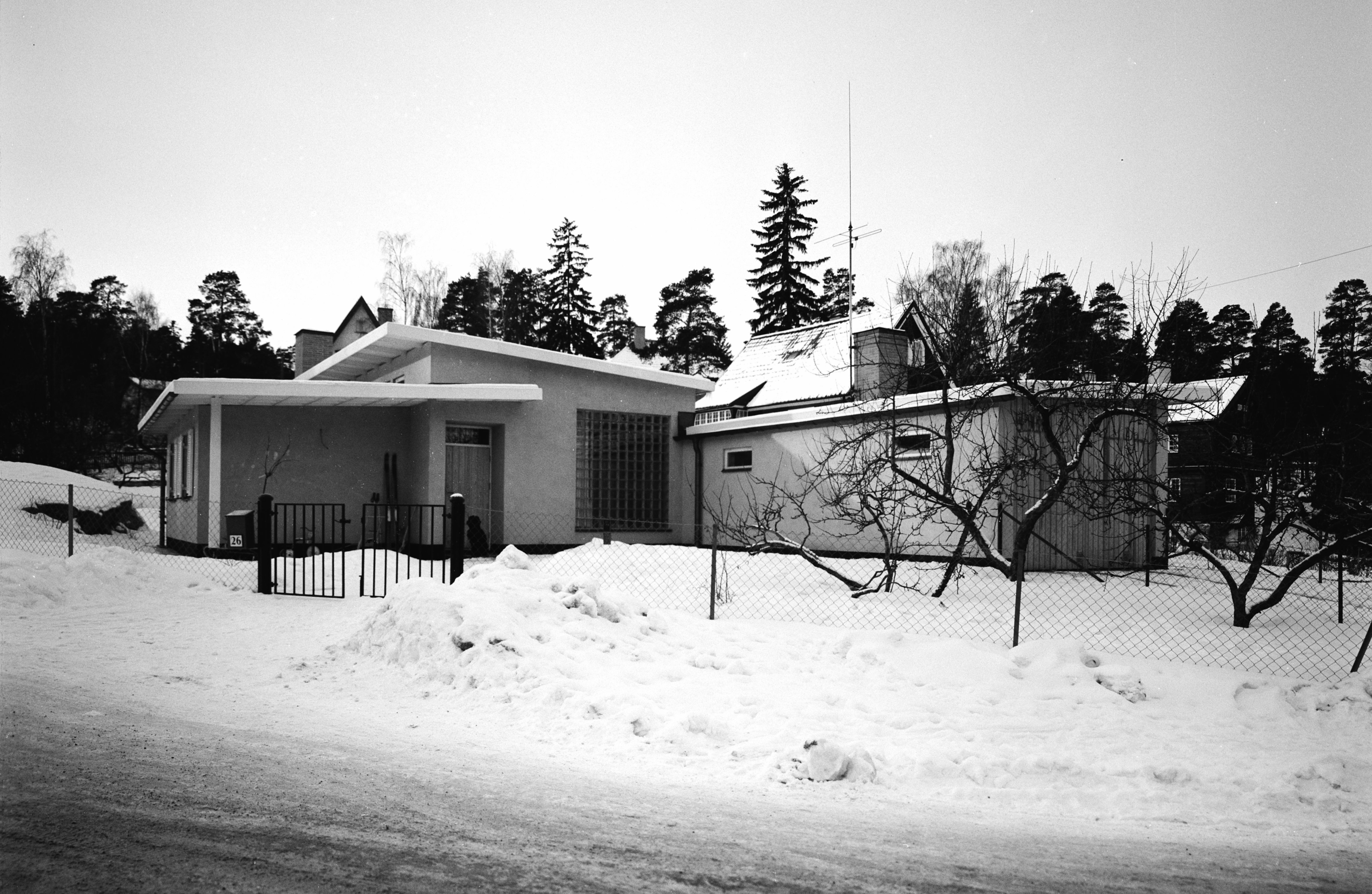
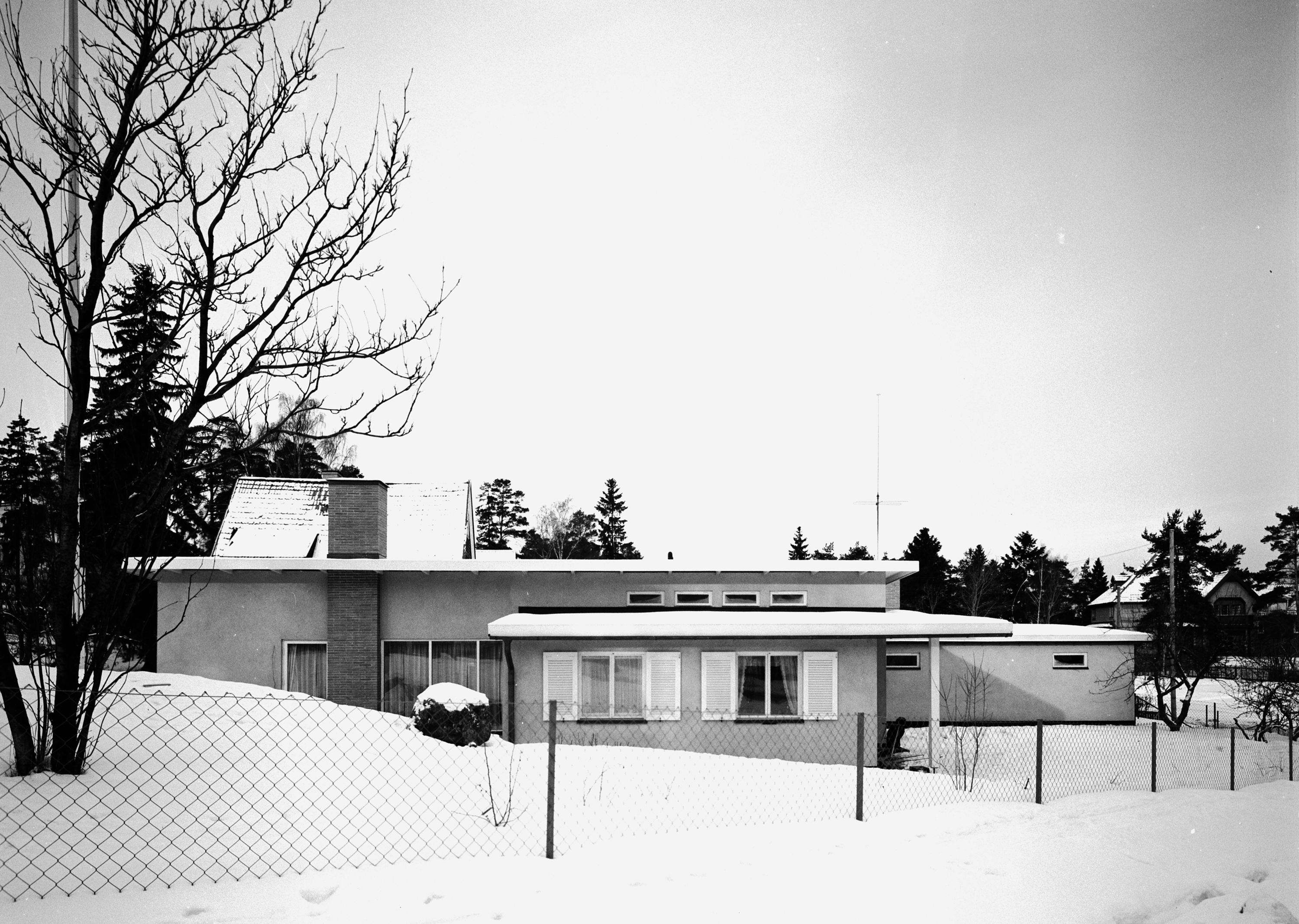